# العرامية
العرامية هي قرية تابعة لبلدة العمران بمنطقة الأحساء، في المنطقة الشرقية في المملكة العربية السعودية. تحتضنها مزارع النخيل وتعود إلى 350 عاما.

## الموقع
قرية العرامية تبعد عن مدينة الهفوف بحوالي 17 كيلو مترا شرقاً وتبعد عن يبرين 291 كم، وتبعد عن العاصمة الرياض مسافةَ 342 كيلومترًا. تحدها من الغرب قرية الأسلة وقرية الرمل، ومن الشرق قرية الصبايخ، ومن الشمال قرية أبو ثور، ومن الجنوب مزارع.

## السكان
عدد سكانها التقريبي 1000 نسمة موزعين علي تقريبا 90 منزل، وغالب نشاطهم الاقتصادي في الزراعة.

## المرافق
بها مدارس ابتدائية ومتوسطة وثانوية للبنين والبنات مثل مدرسة العرامية الثانوية للبنات بقرية العرامية و مدرسة العرامية الثانوية للبنين و مدرسة همام بن الحارث المتوسطه، والطريق المؤدي إليها مزفلت، وأرضها منبسطة، وبها حوالي 60 منزلاً، وتغذيها شبكات مياه وكهرباء حكومية. وكذلك تضم عدة مساجد واحد منها يبلغ عمره أكثر من 250 عاماً مثل مسجد الصبايخ، وحسينية شيعية، ومجموعة من المطاعم والمرافق العامة.